# Ялтинский зоопарк «Сказка»
Ялтинский зоопарк «Сказка» (укр. Ялтинський зоопарк «Казка») — частный зоопарк в Крыму, первый на территории СНГ частный зоопарк. Расположен неподалёку от города Ялта.

## История
Зоопарк «Сказка» вырос из кооперативного зооуголка «Поляна сказок», созданного по инициативе ЦК комсомола Украины в 1990 году. В нём посетители могли полюбоваться на яка, павлинов, медведей, белок и некоторых других животных, что в то время было редкостью для этого региона.
В 1995 году зооуголок приобрел у его бывшего руководителя Олег Зубков, в прошлом офицер-политработник (выпускник КВВМПУ). За 10 лет зооуголок превратился в полноценный зоопарк, получивший известность в Крыму. Позднее в целях расширения деятельности Олег Зубков открыл парк львов «Тайган».
В 2017 году зоопарк «Сказка» был закрыт по требованию налоговых органов на три месяца, однако руководством зоопарка решение было обжаловано в судебном порядке и зоопарк возобновил свою работу.
На данный момент в зоопарке обитает более 100 различных видов животных и птиц общей численностью более 1500 особей.

## Отравление животных
В конце марта и начале апреля 2009 года звери из зоопарка начали умирать. Сначала умер символ зоопарка шимпанзе Чарлик, рыси, пума, гималайские медведи, лис, волк, — всего 11 крупных животных. Все погибшие звери были здоровыми и молодыми. У всех при вскрытии были обнаружены следы сильнодействущего яда. После массового отравления была назначена награда за поимку отравителя — сто тысяч гривен. Некоторые зоопарки решили поделиться со «Сказкой» животными. Так, харьковский зоопарк подарил в середине апреля ялтинскому медведя Матвея.

## Тигрица Тигрюля
Осенью 2009 года тогдашний премьер-министр Украины Юлия Тимошенко подарила зоопарку белую тигрицу по кличке Тигрюля (в честь наступавшего 2010 года (Белого Тигра по восточному календарю), а также года выборов). Тигрюля стала главным пиар-символом её предвыборной президентской кампании 2010 года (были выпущены плакаты, значки, постеры, тетради для средних школ). Тигрюля умерла 15 февраля 2019 года.

## Тигренок Алтай
Тигренок Алтай стал героем одной из громких историй, связанных с зоопарком «Сказка». При перевозке тигрят, принадлежащих по заявлению руководителя «Сказки» Олега Зубкова, его зоопарку, одно из животных пропало. По инициативе руководителя «Сказки» было возбуждено уголовное дело, а также начато частное расследование, в ходе которого удалось установить место нахождения тигренка, а также получить акты о передаче животного в Ветдепартамент Крыма, находящийся в Симферополе. Позднее тигрёнок был помещён в симферопольский зооуголок, где вскоре погиб.

## Галерея

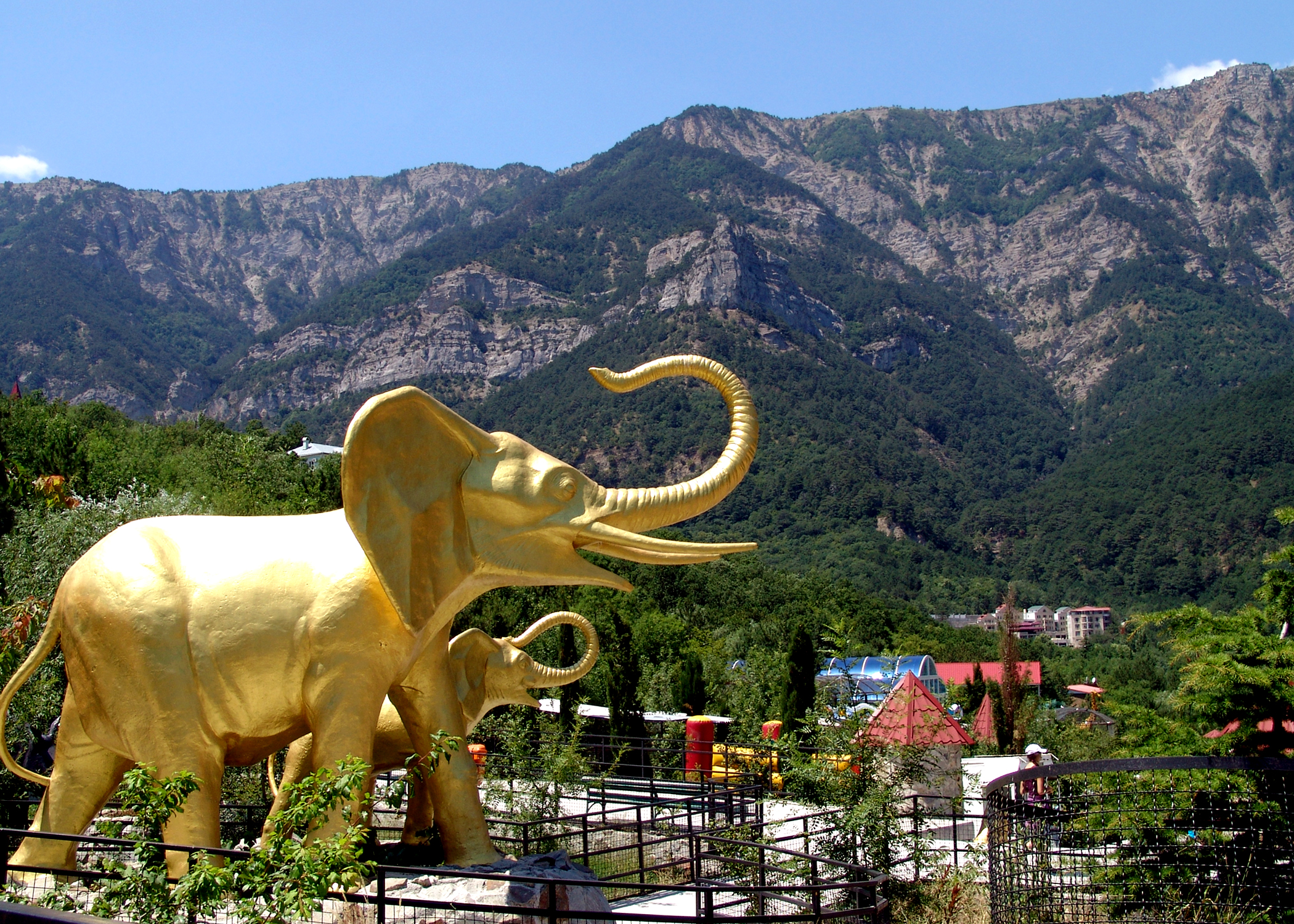
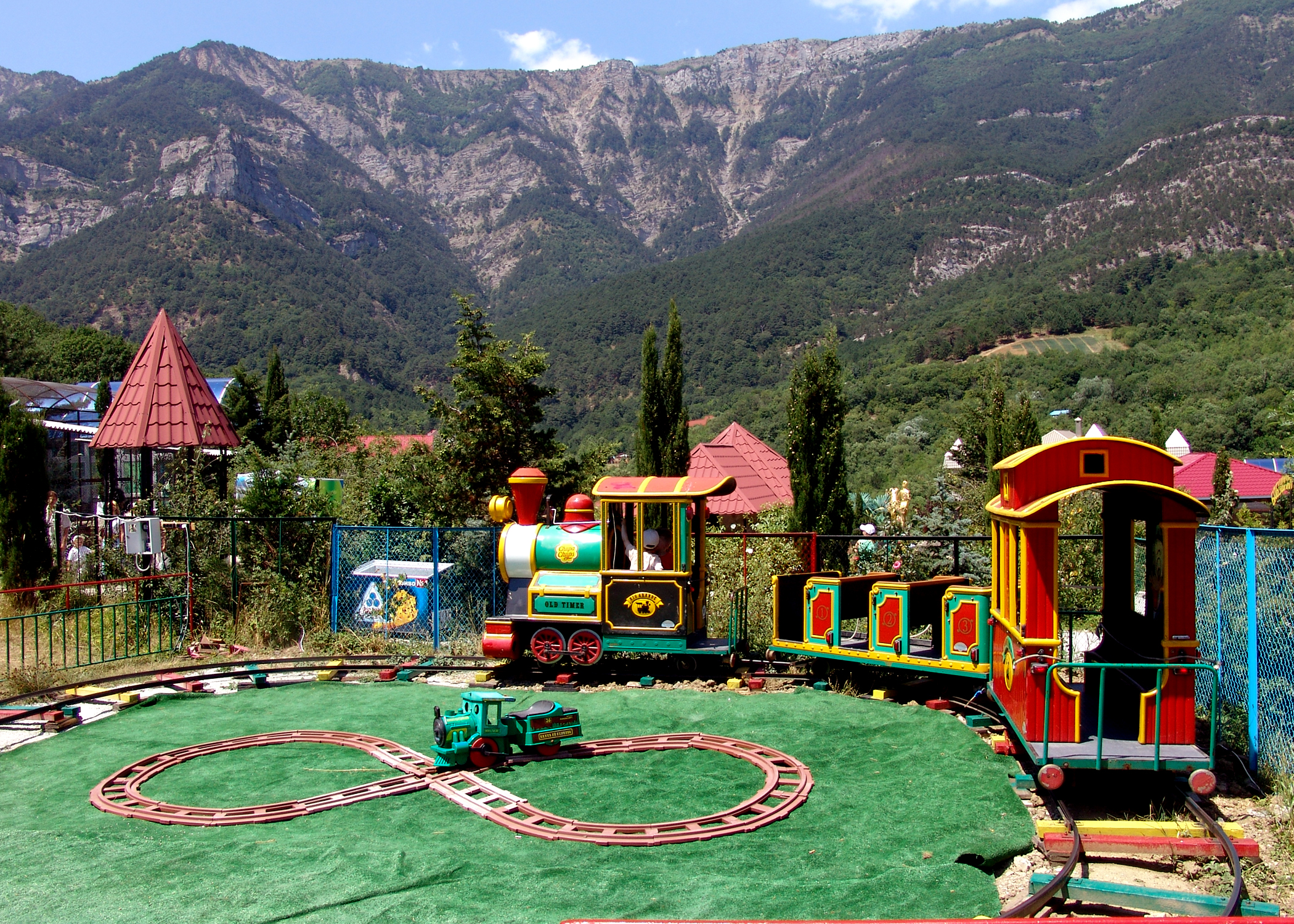
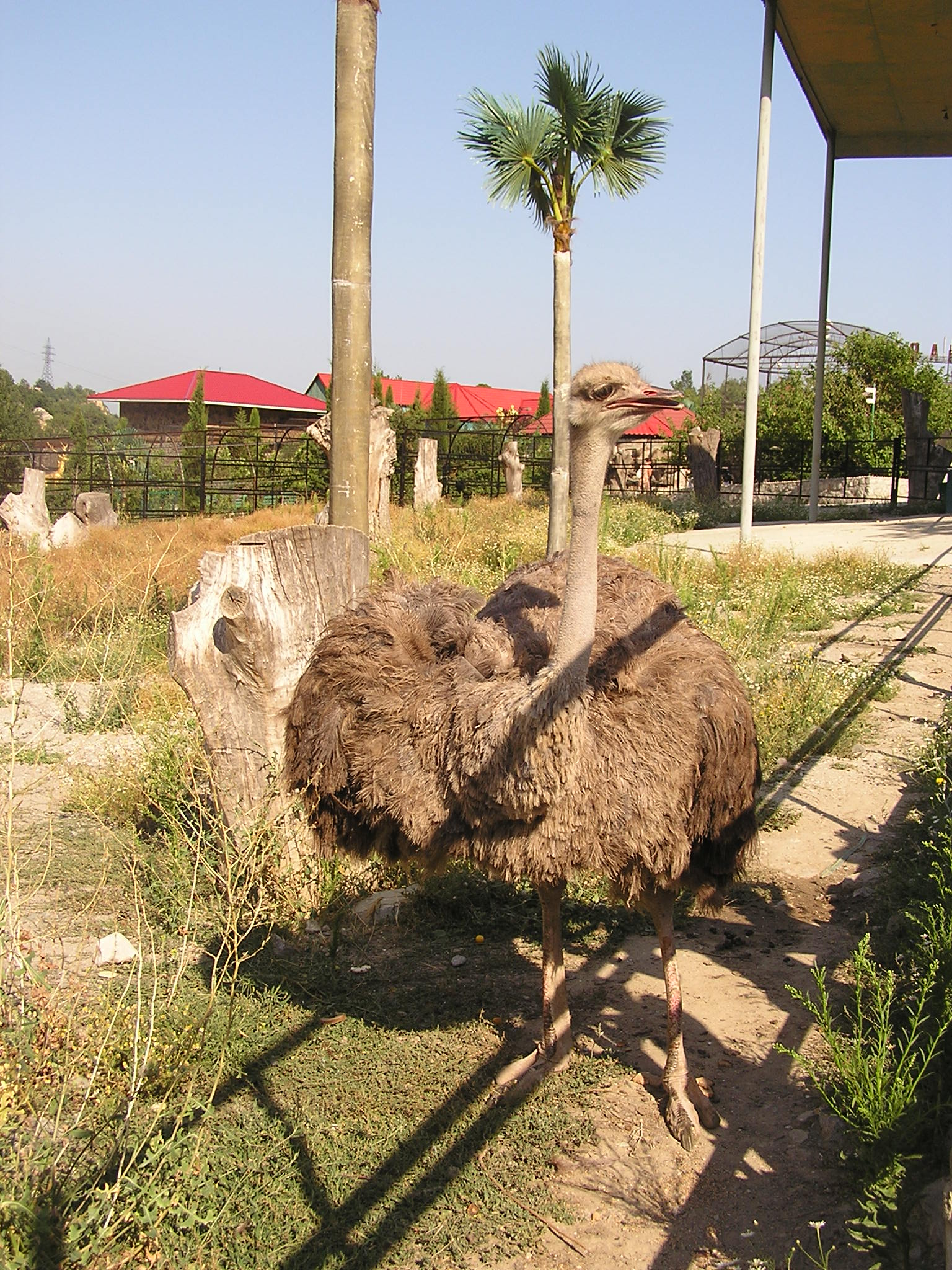